# Ampmoosalm
Die Ampmoosalm ist eine Alm im Rofan auf 1770 m ü. A. Höhe nördlich der Seekarlspitze im Gemeindegebiet von Schwaz in Tirol. Sie liegt in einem engen Hochtal bei einem nur jahreszeitlich vorhandenen See.

## Aufstiege
- von Norden über Forstwege und Steige, ca. 2 Stunden[1]